# 大津町備前島
大津町備前島（おおつちょうびぜんじま）は、徳島県鳴門市の大字。郵便番号は772-0042。

## 地理
鳴門市の南東部に位置。東は大津町木津野・大津町矢倉、西は大津町大代、北は新池川を挟んで撫養町木津、南は大谷川を境に板野郡松茂町とそれぞれ接している。中心部は国道11号と市道が交差する。
集落は北端部が宅地化しているが、バイパス沿道には鳴門市農業センター・鳴門自動車協業組合などがある。

### 河川
- 新池川
- 大谷川

### 小字
| - 蟹田の越 - 川渕 - 草場ノ越 - 久保 - 荒神の越 | - 堤添 - 中ノ越 - 西ノ越 - 松の本 - 横丁ノ越 |

## 歴史
江戸期から明治22年にかけては板東郡および板野郡の村であった。寛文4年より板野郡に属す。明治22年に同郡大津村の大字となった。昭和30年2月より現在の鳴門市の字名となる。

## 世帯数と人口
2022年（令和4年）7月31日現在の世帯数と人口は以下の通りである。
| 町丁         | 世帯数 | 人口  |
| ------------ | ------ | ----- |
| 大津町備前島 | 71世帯 | 187人 |

## 小・中学校の学区
市立小・中学校に通う場合、学区は以下の通りとなる。
| 番地 | 小学校               | 中学校             |
| ---- | -------------------- | ------------------ |
| 一部 | 鳴門市立第一小学校   | 鳴門市立第一中学校 |
| 一部 | 鳴門市立大津西小学校 | 鳴門市立第一中学校 |

## 施設
- 鳴門市農業センター

## 交通

### 道路
国道
- 国道11号（吉野川バイパス）